# Gaurax apicalis
Gaurax apicalis is een vliegensoort uit de familie van de halmvliegen (Chloropidae). De wetenschappelijke naam van de soort is voor het eerst geldig gepubliceerd in 1915 door John Russell Malloch.
De soort komt voor in Noord-Amerika. De typelocatie is Mahomet (Illinois).